# Peter Michel (Kunstwissenschaftler)

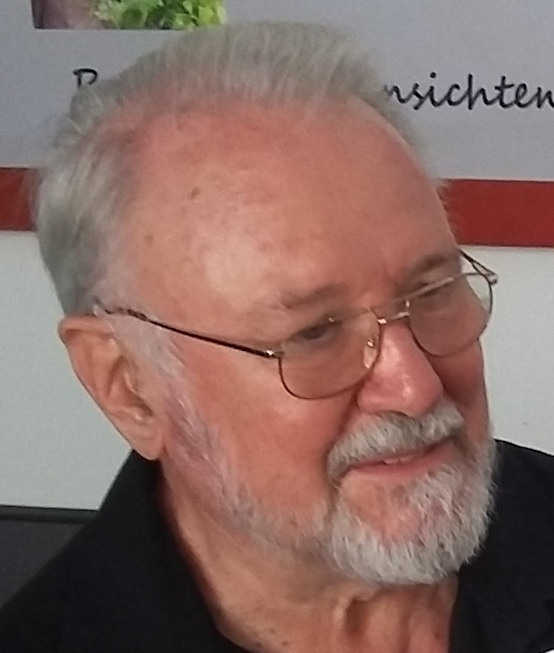
Peter Michel Juli 2019

Peter Michel (* 14. Oktober 1938 in Freyburg (Unstrut)) ist ein deutscher Kunstwissenschaftler und Ausstellungsmacher.

## Leben
Peter Michel entstammt einer Handwerkerfamilie. Nach dem Besuch der Kant-Oberschule in Berlin-Lichtenberg und dem Abitur studierte er am Pädagogischen Institut Erfurt von 1956 bis 1959 Germanistik und Kunsterziehung. Von 1959 bis 1964 war er Lehrer an der Oberschule Neudorf im Erzgebirge. Danach arbeitete er in der Kreisleitung Annaberg und in der Bezirksleitung Karl-Marx-Stadt der Freien Deutschen Jugend (FDJ). Von 1970 bis 1974 folgte eine Aspirantur am Institut für Gesellschaftswissenschaften beim ZK der SED; dort promovierte er zum Thema „Wechselbeziehungen zwischen professioneller und nichtprofessioneller Kunst“. Im Jahr 1974 wurde er Mitglied des Verbandes Bildender Künstler der DDR (VBK) und Mitglied des Zentralvorstandes des VBK. In den Jahren 1974 bis 1987 leitete er die im Henschelverlag erscheinende Zeitschrift „Bildende Kunst“ (Organ des Zentralvorstandes des VBK).
Wegen öffentlicher Kritik am Lehrplan für das Fach Kunsterziehung wurde er 1976 vom Ministerium für Volksbildung der DDR reglementiert. Ein Jahr später folgte eine Kontroverse mit Hans Koch über die Zeitgemäßheit des Begriffes „Sozialistischer Realismus“.
Von 1979 bis 1991 war er Mitglied der Association Internationale des Critiques d’Art. Von 1987 bis 1989 arbeitete er als Sekretär des Zentralvorstandes des Verbands Bildender Künstler der DDR (VBK). Ende 1989 trat er aus dem VBK und aus der Sozialistische Einheitspartei Deutschlands – Partei des Demokratischen Sozialismus (SED/PDS) aus. Bis zur Auflösung der Verlagsstruktur war er kurze Zeit künstlerisch-technischer Leiter des Kinderbuchverlages Berlin; danach folgte Arbeitslosigkeit. Ab 1991 wirkte er bis 2003 als Freier Mitarbeiter im pb-Verlag München und Ausstellungsmacher. Michel hatte Arbeitsaufenthalte in 19 europäischen und außereuropäischen Ländern. 1995 übergab er dem Kunstforschungszentrum im Getty Center eine Sammlung von Texten zur Archivierung und Forschung.
Michel wurde 1991 Gründungsmitglied des Vereins Gesellschaft zum Schutz von Bürgerrecht und Menschenwürde (GBM) und Mitglied des Bundesvorstandes der GBM. Er war Sprecher des Arbeitskreises „Kultur“ der GBM und Gründungsmitglied des Freundeskreises „Kunst aus der DDR“. Von 2004 bis 2008 und im Jahr 2012 übernahm er die Chefredaktion der Zeitschrift ICARUS des GBM, die jedoch noch im gleichen Jahr eingestellt wurde.
Peter Michel ist verheiratet mit Maria Michel, geb. Weigel, und Vater von drei Kindern.

## Veröffentlichungen und Ausstellungen (Auswahl)

### Bücher
- Die Staffelei im Hühnerhof. Naive Maler und ihre Welt. Der Kinderbuchverlag Berlin 1981
- Buchbilder. Klaus Ensikat und seine Illustrationen, dargestellt von Peter Michel, Der Kinderbuchverlag Berlin 1989
- Ankunft in der Freiheit. Essays gegen den Werteverlust der Zeit, Verlag am Park, Berlin 2011
- Kulturnation Deutschland? Streitschrift wider die modernen Vandalen, mit dokumentarischem Bildteil; Verlag Wiljo Heinen, Berlin und Böklund 2013, ISBN 978-3-95514-003-8
- Künstler in der Zeitenwende I. Biografische Miniaturen und ein Prolog von Armin Stolper, Verlag Wiljo Heinen, Berlin und Böklund 2016, ISBN 978-3-95514-911-6
- Künstler in der Zeitenwende II. Biografische Miniaturen und ein Prolog von Wiljo Heinen, Verlag Wiljo Heinen, Berlin und Böklund 2018, ISBN 978-3-95514-912-3
- Gewissenstrommler. Essays zur bildenden Kunst 1994–2018,  Verlag Wiljo Heinen, Berlin und Böklund, 2018, ISBN 978-3-95514-036-6.

### Beiträge in anderen Buchpublikationen und Katalogen
- Mythos und Ethos. Essay für die Monographie „Heidrun Hegewald – Zeichnungen, Malerei, Graphik, Texte“, hrsg. von Angelika Haas und Bernd Kuhnert, ARTE-MISIA-PRESS Berlin 2004
- Lexikon Künstler in der DDR, hrsg. von Dietmar Eisold, Verlag Neues Leben, Berlin 2010, Leitung der Redaktionsgruppe
- Text für den Katalog „Gudrun Brüne – Lebensspuren“ des Museums am Dom Würzburg, hrsg. von Michael Koller und Jürgen Lenssen, o. J.
- „Mit Kopf und Herz“, Text für den Katalog „Nils Burwitz – It’s about time…“ anlässlich seiner Personalausstellung im Forum ALTE POST in Pirmasens 2017

### Artikel
- Die Naiven – Verklärung und Realität, Artikelfolge in der Zeitschrift „Bildnerisches Volksschaffen“, Hefte 2 bis 5/1974
- Kammerton der Bildhauerkunst. Bemerkungen zur Ausstellung „Kleinplastik und Graphik aus der DDR“ in Moskau, in: Sowjetliteratur (deutschsprachige Ausgabe, Moskau), Heft 11/1976
- Kathedrale eines Zeitalters. Zum Panorama-Gemälde Werner Tübkes in Bad Frankenhausen, in Vytvarny Zivot (Bratislava), Heft 3/1987; Müvészet (Budapest), Heft 11–12/1986; Iskusstvo (Sofia), Heft 8/1986; Tvortschestvo (Moskau), Heft 9/1986; arta (Bukarest), Heft 1/1987
- 20 Jahre Kultur-Vandalismus. DDR-Kunst soll als „ein hässlicher Regentropfen der Geschichte rasch verdunsten“, in: Sonderheft der Zeitschrift „Deutsche Geschichte“: 20 Jahre deutsch-deutsches Dilemma – eine alternativlos ehrliche Bilanz, Einheit in Zwietracht, Heft 1/2010

### Ausstellungen
- Der eigene Blick. Berliner Kunstkritiker zeigen Kunst ihrer Wahl im Ephraim-Palais Berlin 1988 (Beteiligung mit eigener Kollektion, Katalogtext)
- Personalausstellung des österreichischen jüdischen Malers Heinrich Sussmann im Otto-Nagel-Haus Berlin 1989 (Konzeption, Organisation, Eröffnungsrede)
- Vier Lebenswege. Zwei Künstlerpaare in der Armenischen Tradition. Ausstellung im Kulturhaus Berlin-Karlshorst 2016 (Mitkurator, Katalogautor, Statement zur Eröffnung)
- Mitwirkung an weiteren zahlreichen Ausstellungen in Freudenstadt, Wittlich, Seeheim-Jugenheim, Neu-Ulm, in der GBM-Galerie und anderen Berliner Galerien, in Kuopio (Finnland), in der Kunstgalerie Gera, der Evangelischen Akademie Meißen, der Städtischen Galerie Eisenhüttenstadt, im Kunstverein Templin u. a.

## Mitarbeit in Jurys
- 100 ausgewählte Graphiken, 100 beste Plakate, Auswahlkommission Malerei und Graphik der X. Kunstausstellung der DDR

## Auszeichnungen und Ehrungen
- 1983 Verdienstmedaille der DDR
- 1984 Orden „Banner der Arbeit“
- 2015 „Menschenrechtspreis“ der Gesellschaft zum Schutz von Bürgerrecht und Menschenwürde. Die Laudatio hielt die Malerin und Graphikerin Heidrun Hegewald.